# Truncatoflabellum macroeschara
Truncatoflabellum macroeschara är en korallart som beskrevs av Stephen D. Cairns 1998. Truncatoflabellum macroeschara ingår i släktet Truncatoflabellum och familjen Flabellidae.
Artens utbredningsområde är Indiska oceanen. Inga underarter finns listade i Catalogue of Life.